# 高永泰

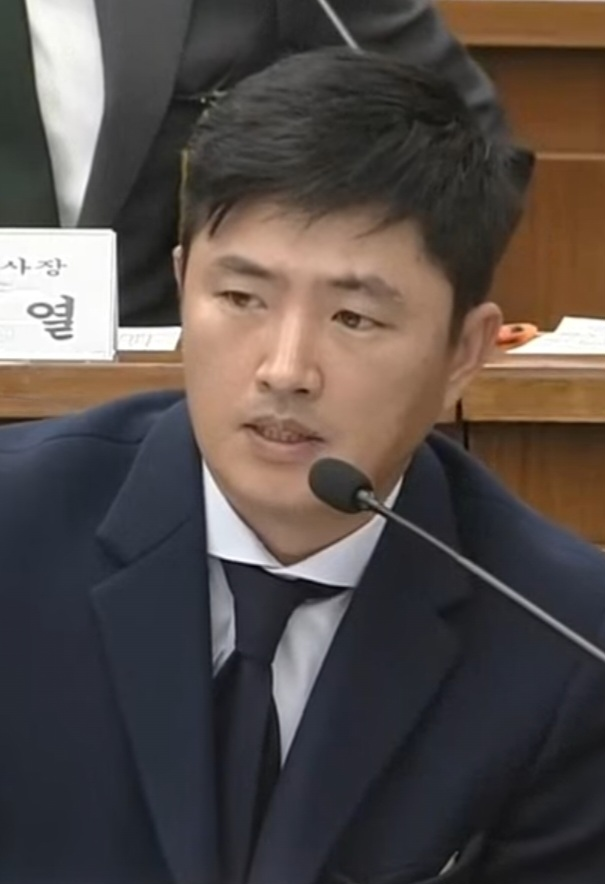

高永泰（고영태，1976年—），1998年曼谷亚运会男子佩剑团体金牌得主。涉及崔顺实事件，協助崔順實在Blue K和 Widec Sports兩間空頭公司洗錢。
他在2016年10月中接受JTBC訪問時說崔順實最喜歡修改韓國總統朴槿惠的演講稿，引來政治醜聞，並導致群眾集體示威要朴槿惠下台。